# João Felipe de Saboia Ribeiro
João Felipe de Saboia Ribeiro (Jaguaribe, 07 de janeiro de 1898 — Rio de Janeiro, 07 de agosto de 1968) foi um  médico, escritor e político brasileiro.

## Biografia
Foi filho de Maria José de Saboia Bandeira de Melo e do magistrado Raimundo Francisco Ribeiro Filho. Pelo lado materno, foi sobrinho de João Pedro de Saboia Bandeira de Melo, desembargador do Tribunal de Justiça do Estado do Rio de Janeiro. Pelo lado paterno, foi sobrinho de João Firmino Dantas Ribeiro, desembargador do Tribunal de Justiça do Estado do Ceará, e neto do padre Raimundo Francisco Ribeiro. Casou-se com Georgina Xavier de Oliveira, com quem teve quatro filhos: Temira de Oliveira Saboia Ribeiro, Gilberto de Oliveira Saboia Ribeiro, Nélia de Oliveira Saboia Ribeiro e Eliane de Oliveira Saboia Ribeiro.
Médico formado pela Faculdade de Medicina da Bahia, João Felipe doutorou-se em 1926 com a tese "Ensaio Nosográfico de Augusto dos Anjos". Foi nomeado por Getúlio Vargas interventor federal no então Território do Acre, ocupando este cargo nos anos de 1934 e 1935. Foi também prefeito de Itapira de 1937 a 1945, e Diretor do Hospital General Vargas, no Rio de Janeiro, cidade em que veio a falecer em 1968.
Escritor, foi premiado pela Academia Brasileira de Letras em 1933 por seu livro de contos Rincões dos Frutos de Ouro.

## Obras
- Rosas de Malberbe (1923)

- Rincões dos Frutos de Ouro (1933)

## Premiações
- Prêmio Ramos da Paz concedido pela Academia Brasileira de Letras em 1933 pelo livro de contos Rincões dos Frutos de Ouro.[3]